# Magia subocellata
Magia subocellata är en insektsart som beskrevs av William Lucas Distant 1913. Magia subocellata ingår i släktet Magia och familjen Lophopidae. Inga underarter finns listade i Catalogue of Life.